# Belgrandiella
Belgrandiella is een geslacht van weekdieren uit de klasse van de Gastropoda (slakken).

## Soorten
- Belgrandiella angelovi Pintér, 1968
- Belgrandiella bachkovoensis Glöer & Georgiev, 2009
- Belgrandiella bozidarcurcici Glöer & Pešić, 2014
- Belgrandiella bulgarica Angelov, 1972
- Belgrandiella bureschi Angelov, 1976
- Belgrandiella delevae Georgiev & Glöer, 2015
- Belgrandiella dobrostanica Glöer & Georgiev, 2009
- Belgrandiella elburensis (Starmühlner & Edlauer, 1957)
- Belgrandiella hessei A. J. Wagner, 1928
- Belgrandiella hubenovi Georgiev, 2012
- Belgrandiella kusceri (A. J. Wagner, 1914)
- Belgrandiella lomica Georgiev & Glöer, 2015
- Belgrandiella maarensis Georgiev, 2013
- Belgrandiella ocalis Boeters, 2008
- Belgrandiella pandurskii Georgiev, 2011
- Belgrandiella pussila Angelov, 1959
- Belgrandiella saxatilis (Reyniés, 1844)
- Belgrandiella serbica Glöer, 2008
- Belgrandiella stanimirae Georgiev, 2011
- Belgrandiella verenana Boeters, 2008
- Belgrandiella zagoraensis Glöer & Georgiev, 2009